# 하프타임
하프타임(Half-time)은 축구, 농구, 럭비, 미식 축구 등의 시간제 경기에서 전반과 후반 사이에 있는 휴식 시간과 같은 시간을 말한다. 대략 하프타임은 1 하프타임 외에 1-2Q 및 3-4Q 사이에 사이드를 대체하기 위해 5분 정도의 쿼터 타임이 있다.

## 같이 보기
- 하프타임 쇼